# 新八医大
新八医大（しんはちいだい）とは、東京科学大学、弘前大学、群馬大学、信州大学、鳥取大学、徳島大学、広島大学、鹿児島大学の八大学を指す通称。「新八」、「新八医科大学」、「八医大」などと呼ばれる事も多い。

## 概要
上記八大学の前身機関は、戦後、国立学校設置法施行前に設置された、東京医科歯科大学（現：東京科学大学）、弘前医科大学（現：弘前大学）、前橋医科大学（現：群馬大学）、松本医科大学（現：信州大学）、米子医科大学（現：鳥取大学）、徳島医科大学（現：徳島大学）、広島県立医科大学（現：広島大学）、県立鹿児島医科大学（現：鹿児島大学）の八大学である。
第二次世界大戦後、官立の旧制医学専門学校を元に医科大学となった6校、および、公立の旧制医学専門学校を元に公立医科大学となった後、この時期に国立大学に移管された2校（広島・鹿児島）を合わせて「新八医科大学」（略称：新八）と呼ばれている。なお、これらの大学は、官立大学官制（昭和21年勅令第206号）を改正することにより設置されたため、官立大学に分類することもあるが、設置の時期や経緯が戦前に設立された官立大学と異なるため、これらの大学の後身校は大学群としての旧官立大学には通例含めない。